# Sankt Urban
Sankt Urban är en ort och kommun i Österrike. Den ligger i distriktet Feldkirchen i förbundslandet Kärnten, 230 km sydväst om huvudstaden Wien. 
Kommunen består av 28 orter (Ortschaften) (inom parentes invånarantal 1 januari 2024):

- Agsdorf (376)
- Agsdorf-Gegend (114)
- Bach (137)
- Bach-St. Urban (55)
- Buggl in Bach (10)
- Eggen (2)
- Gall (46)
- Gasmai (13)
- Grai (6)
- Göschl (9)
- Gößeberg (6)
- Hafenberg (54)
- Kleingradenegg (6)
- Lawesen (8)
- Oberdorf (230)
- Reggen (54)
- Retschitz (46)
- Retschitz-Simonhöhe (9)
- Rittolach (6)
- Rogg (41)
- St. Paul (4)
- St. Urban (80)
- Simonhöhe (50)
- Stattenberg (44)
- Trenk (98)
- Tumpf (12)
- Zirkitz (23)
- Zwattendorf (38)